# جهار برج (پیربکران)
چهاربرج پیربکران روستایی از توابع بخش پیربکران از شهرستان فلاورجان استان اصفهان است. قدمت این روستا ۶۰۰ سال تخمین زده شده‌است.
"کبوتر خانه چهار برج" یکی از بزرگ‌ترین و بی نظیرترین کبوترخانه‌های جهان است که در این روستا واقع شده‌است.
قدمت این بنا بر اساس نوع خاک و پوکی پله‌ها و فنداسیون آن حدود ۴۰۰ تا ۴۵۰ سال تخمین زده می‌شود. در کنار این کبوترخانه، یک کبوترخانه دیگر وجود دارد که به آن "کبوترخانه دختر" و به کبوترخانه بزرگتر "کبوترخانه مادر" گفته می‌شود. بخش وسیعی از کبوترخانه دختر به دلیل عدم توجه مردم و مسئولین تخریب شده‌است. و کبوترخانه مادر هم در حال تخریب است.